# Gavia
Los gaviformes (Gaviiformes), conocidos vulgarmente como colimbos, son un orden de aves acuáticas buceadoras, con las patas situadas muy atrás en el cuerpo. Esta característica los hace muy torpes en tierra. Todas las especies vivas se incluyen en una sola familia Gaviidae, con un solo género, Gavia, nativo del hemisferio norte, en especial de las latitudes altas.

## Descripción
Los colimbos son aves de tamaño bastante grande, del tamaño de un pato grande o un ganso pequeño. Son aves acuáticas que nadan semihundidas (como los cormoranes, no como los patos). Cuando descansan sobre el agua su línea de flotación es más alta que la de los cormoranes. Tienen los tres dedos frontales palmeados. A diferencia de los cormoranes que tienen el pico ganchudo, los colimbos tienen el pico largo y puntiagudo y cola más corta. En vuelo los colimbos parecen gansos rechonchos con alas de Laridae, relativamente pequeñas en proporción con su voluminoso cuerpo. Cuando nadan suelen apuntar su cabeza ligeramente hacia arriba, pero menos que los cormoranes. En vuelo, en cambio, su cabeza cuelga más que en otras aves acuáticas similares.

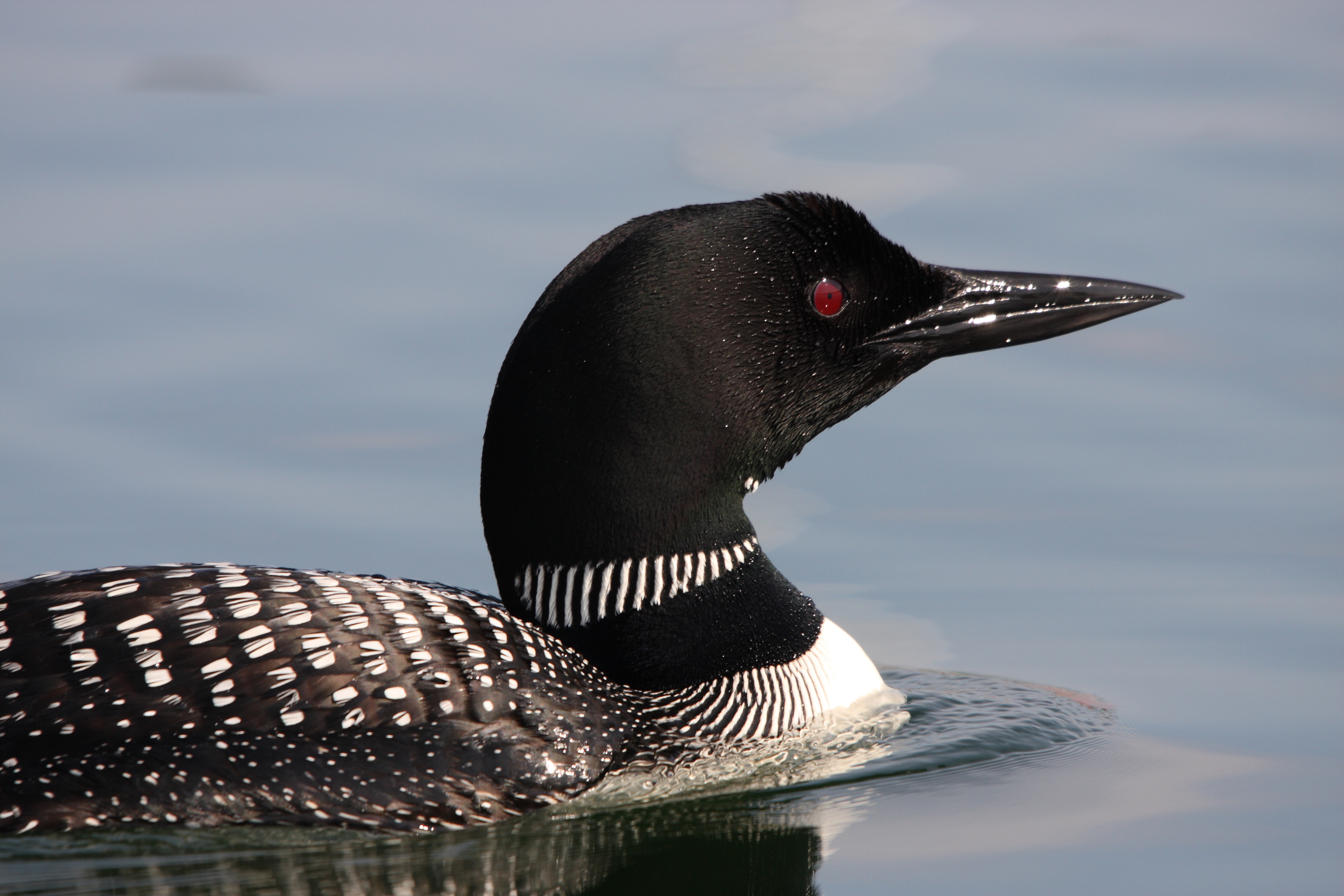
Los colimbos se caracterizan por su pico puntiagudo.

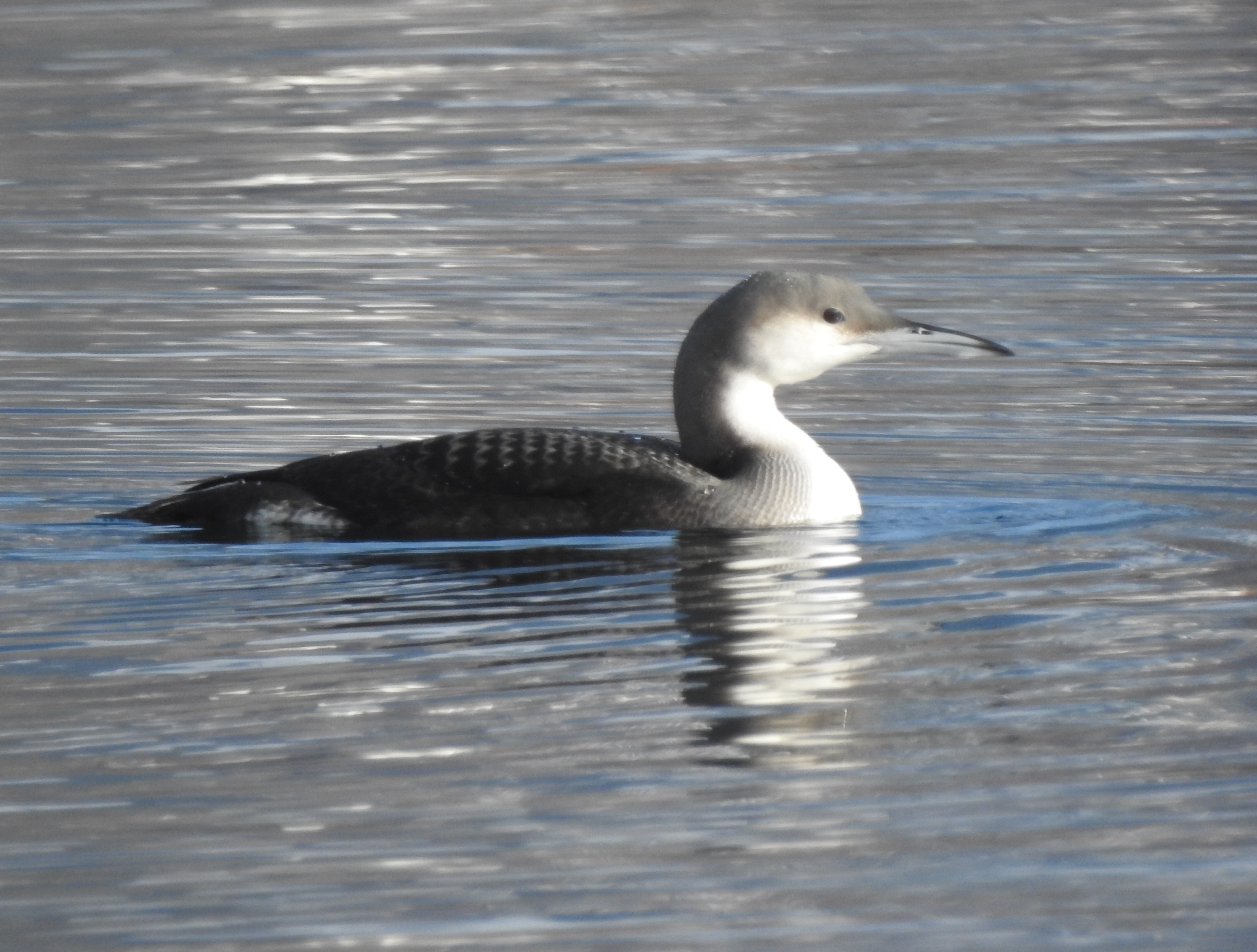
Los colimbos tienen plumajes de invierno muy similares entre sí.

Los machos y las hembras tienen un plumaje idéntico, pero los machos suelen ser algo más grandes. En cambio ambos tienen distintos plumajes según las estaciones, aunque todos tienen el vientre blanco en cualquiera de los plumajes. Los adultos tienen un plumaje estival, en la época de cría, con un patrón de color en blanco y negro (con la cabeza gris en algunas especies) muy característico y que permite diferenciar a las especies claramente, y un plumaje invernal más austero, en tonos grisáceos en las partes superiores y blancos en las inferiores, incluidas la garganta y parte frontal del cuello, donde todas las especies se parecen bastante a primera vista. Entonces las distintas especies de colimbo pueden distinguirse por algunas características, como el tamaño, el color de la cabeza y el cuello, la espalda y el pico, pero de lejos la identificación exacta de las distintas especies es difícil incluso para los expertos – y en particular los individuos inmaduros más pequeños cuyo plumaje es similar al invernal de los adultos y que hace que el tamaño no sea una señal de identificación.

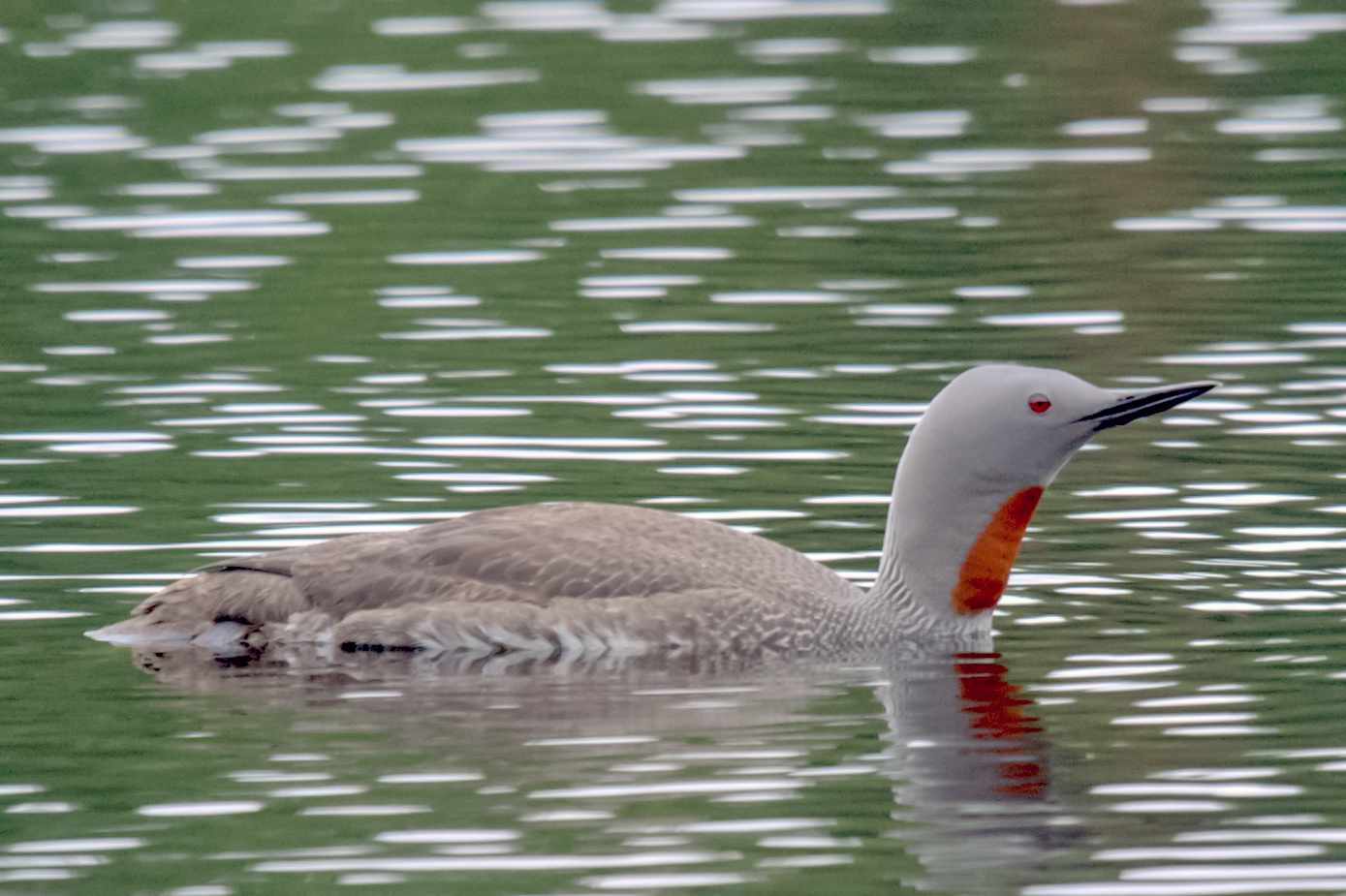
Algunas especies de colimbos tienen la cabeza gris y otras la tienen negra.

Los gaviformes figuran entre los pocos grupos de aves cuyos polluelos mudan a una segunda capa de plumón antes de que les crezcan las primeras plumas juveniles. Este rasgo lo comparten con los Procellariiformes y los pingüinos (Sphenisciformes), ambos parientes de los colimbos.

## Taxonomía
Se reconocen cinco especies actuales de Gavia:
- Gavia adamsii - colimbo de Adams.
- Gavia arctica - colimbo ártico.
- Gavia immer - colimbo grande.
- Gavia pacifica - colimbo del Pacífico.
- Gavia stellata - colimbo chico.

Además, hay varias especies fósiles conocidas, así como varios géneros dentro del orden Gaviiformes:
- Colymboides †
- Gaviella †
- Neogaeornis †

### Diferencias de las especies en los plumajes de invierno
- Colimbo chico (Gavia stellata)

El más pequeño de todos y el más común en la mayoría de las regiones donde vive. Se distingue del colimbo ártico, que es al que más se lo parece, por mantener, generalmente, el pico dirigido hacia arriba cuando nada. También por la ausencia de una mancha blanca en el costado (muy visible en el colimbo ártico).
- Colimbo ártico (Gavia arctica)

Algo mayor que el colimbo chico. Se distingue de él por el pico recto en forma de daga. El cuello es algo más grueso que el del colimbo chico. Cuando nada es muy visible una mancha blanca en el costado, hacia el final del cuerpo, cerca de la cola. El pecho es más prominente que el del colimbo chico.
- Colimbo grande (Gavia immer)

Tamaño grande. Aspecto robusto, similar al cormorán grande. No obstante las diferencias son claras (ver el principio de la página). La frente es empinada y el píleo plano. El cuello y el pico oscuro son más robustos que los de las dos especies anteriores. Culmen curvo. En la base del cuello tiene una especie de medio collar más oscuro. En vuelo esta especie, y la siguiente, aletean de forma más lenta que las dos especies anteriores.
- Colimbo de Adams (Gavia adamsii)

El de mayor tamaño. Cuando nada, el pico suele apuntar ligeramente hacia arriba, como el colimbo chico. Pero el tamaño es mucho mayor. El pico es generalmente de color claro (o más pálido) en la punta y la parte exterior del culmen. El culmen es prácticamente recto. En el colimbo grande, que es el más parecido, el pico es oscuro. Cuello grueso, prácticamente del mismo grosor que la cabeza. Es el colimbo que se mantiene más al norte durante el invierno. Generalmente en el norte de Noruega; rara vez por debajo del Mar del Norte o el Báltico, en lo que se refiere a Europa.

## Comportamiento y ecología
Los colimbos son excelentes nadadores, usan sus patas para impulsarse en la superficie y bajo el agua. Sus patas están situadas muy atrás en su tronco, por lo que les resulta difícil mantener el equilibrio. Por ello suelen evitar ir a tierra firme, excepto durante el anidamiento o si están heridos.
Los colimbos tienen un vuelo enérgico, aunque tienen una ratio ala peso alto, lo que complica su despegue. Por ello, muchas especies deben correr sobre la superficie del agua aleteando para generar el suficiente impulso para levantar el vuelo. Solo el colimbo chico (G. stellata) puede despegar desde tierra. Una vez en el aire, los colimbos pueden volar largas distancias durante la migración. Se han registrado vuelos diarios de hasta 1078 km en un periodo de 24 horas, que probablemente se hicieron seguidos. Los colimbos del norte de Europa migran principalmente a través del sur del Báltico o directamente sobre tierra hasta el mar Negro o el Mediterráneo. Los colimbos pueden vivir hasta 30 años y pueden mantener su respiración bajo el agua hasta 90 segundos.

### Alimentación
Los colimbos localizan a sus presas mediante la vista. Se alimentan principalmente de peces, y complementan su dieta con anfibios, crustáceos y otros pequeños animales acuáticos. Prefieren los lagos de aguas claras donde pueden ver con facilidad a sus presas. Los colimbos usan su puntiagudo pico para agarrar o atravesar a sus presas. Se tragan a sus presas enteras y engullen a los vertebrados empezando por la cabeza para facilitar su tránsito. Para ayudar a su digestión, los colimbos tragan grava del fondo de los lagos.

### Reproducción
Los colimbos anidan durante el verano en aguas dulces de lagos y charcas. Los cuerpos de agua más pequeños (de hasta 0,5 km²) generalmente solo son usados por una pareja. En los lagos más grandes puede haber más de una pareja, y cada una usa una sección o bahía del lago. Sin embargo el colimbo chico anida colonialmente, anidando varias parejas juntas en lagunas árticas y se alimentan en el mar o lagos más grandes, transportando la comida a los polluelos.
Los colimbos se aparean en tierra, a menudo sobre el lugar de sus futuros nidos, y construyen sus nidos cerca del agua, y prefieren emplazamientos completamente rodeados por agua como las islas o plataformas de vegetación emergente. Los colimbos usan gran variedad de material vegetan para construir sus nidos, como vegetación acuática, acículas de pino, hojas, hierba y musgo además de barro. A veces casi no ponen casi ningún material. Ambos sexos construyen el nido e incuban conjuntamente durante unos 28 días. Si se pierden los huevos durante la incubación puede que la pareja realice una segunda puesta, generalmente en otro sitio. Como el nido está situado muy cerca del agua, las crecidas pueden hacer que tengan que subirlos hasta casi un metro si se producen lentamente.
Aunque ambos sexos participan casi por igual en la construcción del nido y la incubación, los estudios demuestran que son los machos los que eligen el emplazamiento del nido. Este patrón tiene la importante consecuencia de que los machos, y no las hembras, establecen lazos con el territorio que permiten que tiendan a producir más polluelos allí a lo largo del tiempo. La predisposición sexual a familiarizarse con el emplazamiento puede explicar, en parte, por qué los machos luchan tan duro para defender sus territorios.
La mayoría de las puestas constan de dos huevos, que son puestos en mayo o junio, dependiendo de la latitud. Los polluelos de colimbo son precoces, son capaces de nadar y bucear al poco de nacer, pero con frecuencia son acarreados en el lomo de sus padres durante las primeras dos semanas, conservándose calientes y secos, y protegidos de los depredadores. Los polluelos son alimentados por sus progenitores durante unas seis semanas pero gradualmente empiezan a alimentarse solos después. A las 11 o 12 semanas los juveniles pueden conseguirse la comida solos y empiezan a volar.